# مرکز پزشکی عمومی باتون‌روژ
مرکز پزشکی عمومی باتون‌روژ (به انگلیسی: Baton Rouge General Medical Center- Bluebonnet Campus) بیمارستانی  در شهر باتون‌روژ کشور ایالات متحده آمریکا است   است.